# Xenofrea fulgida
Xenofrea fulgida es una especie de escarabajo longicornio del género Xenofrea, tribu Xenofreini, subfamilia Lamiinae. Fue descrita científicamente por Galileo & Martins en 2001.

## Descripción
Mide 9-10,3 milímetros de longitud.

## Distribución
Se distribuye por Brasil, Ecuador y Guayana Francesa.